# Roberta Serradimigni
Roberta Serradimigni (Sassari, 31 marzo 1964 – 29 agosto 1996) è stata una cestista italiana.

## Biografia
Figlia di Umberto Serradimigni, calciatore ed allenatore, e sorella della cestista Nunzia, esordisce nel 1978 in A1 con la squadra romana dell'Algida, compagna della sorella maggiore. Convocata a sedici anni in Nazionale, ottiene nella sua carriera il Premio Reverberi come miglior giocatrice del campionato.
Muore in un incidente stradale nel 1996; la città di Sassari le ha intitolato il palazzetto dello sport, Palasport Roberta Serradimigni.